# Fissidens megalotis
Fissidens megalotis är en bladmossart som beskrevs av W. P. Schimper och C. Müller 1858. Fissidens megalotis ingår i släktet fickmossor, och familjen Fissidentaceae. Inga underarter finns listade i Catalogue of Life.